# جبل البرقا
جبل البرقا هو أحد الجبال المشهورة التي لم تجرفها سيول العصر الجليدي في شرق هضبة الديرع ، يقع في قرية سراء جنوب مدينة حائل 50 كم وهو جبل أسود عالي توجد في جهته الجنوبية تلة من الرمال الصفراء تسمى برقا ، وقد وجدت فيها بعض الأدوات التي تعود إلى العصرالحجري ..